# ماريو دانييلي
ماريو دانييلي (بالإسبانية: Mario Daniele)‏ هو سياسي أرجنتيني، ولد في 19 نوفمبر 1961 بسان خوستو في الأرجنتين. حزبياً، نشط في الحزب العدلي. وقد انتخب عضو مجلس الشيوخ الأرجنتيني عن دائرة محافظة تييرا ديل فويغو (10 ديسمبر 2001 – 9 ديسمبر 2007).